# Gardner Dozois
Gardner Raymond Dozois (n. 23 iulie 1947, Salem, Massachusetts, SUA – d. 27 mai 2018, Pennsylvania, SUA) a fost un scriitor și antologator american de science-fiction și editor. Este editor-fondator al seriei de antologii The Year's Best Science Fiction (1984 - prezent) și a fost editor al revistei Asimov's Science Fiction (1984 - 2004), câștigând aproape în fiecare an premii Hugo și Locus pentru ele. Ca scriitor, a câștigat de două ori premiul Nebula pentru cea mai bună povestire scurtă. Pe 25 iunie 2011 a fost inclus în Science Fiction Hall of Fame.

## Biografie
Dozois s-a născut pe 23 iulie 1947 în Salem, Massachusetts. A absolvit Salem High School în 1965, iar între 1966 și 1969 a servit în Armata Statelor Unite ale Americii ca jurnalist. După aceea s-a mutat la New York unde a lucrat ca editor în domeniul SF. Una dintre povestirile sale fusese deja publicată de Frederik Pohl în numărul din septembrie 1966 al revistei If, dar următoarele patru au apărut abia în 1970, trei dintre ele în seria de antologii Orbit editată de Damon Knight. Dozois a declarat că s-a orientat spre lectura SF în parte pentru a scăpa de provincialismul din orașul natal.
În 2004 a fost rănit grav într-un accident de taxi în timp ce se întorcea de la un meci al celor de la Philadelphia Phillies (ceea ce l-a făcut să rateze pentru prima dată convenția Worldcon), dar și-a revenit complet. Pe 6 iulie 2007, Dozois a fost programat pentru o operație de bypass cvintuplu. O săptămână mai târziu a avut parte de complicații care au necesitat o operație suplimentară pentru implantarea unui defibrilator. Operația s-a finalizat cu succes, Dozois revenindu-și bine în urma ei și fiind externat.
A decedat la 26 mai 2018, în Philadelphia.

## Ficțiune
Ca scriitor, Dozois s-a concentrat în principal pe proza scurtă. El a câștigat de două ori premiul Nebula pentru cea mai bună povestire scrută: o dată în 1983 pentru "The Peacemaker", a doua oară în 1984 pentru "Morning Child". Ficțiunea sa scurtă a fost colectată în The Visible Man (1977), Slow Dancing through Time (o colaborare din 1990), Geodesic Dreams (un „best-of” din 1992), Strange Days (alt „best-of”, de data asta din 2001), Morning Child and Other Stories (2004) și When the Great Days Come (2011). Ca romancier, opera lui Dozois este destul de mică. De unul singur a scris doar un roman, Strangers (1978), iar în colaborare alte două: Nightmare Blue (1977, cu George Alec Effinger) și Fuga vânătorului (2008, cu George R. R. Martin și Daniel Abraham. După ce a devenit editor la Asimov's, creațiile de ficțiune ale lui Dozois s-au diminuat. Nuveleta sa din 2006, "Counterfactual", a câștigat premiul Sidewise pentru cea mai bună povestire scurtă de istorie alternativă. Dozois a colaborat și cu revista Locus, pentru care a scris recenzii de povestiri scurte.
Michael Swanwick, unul dintre colaboratorii săi, a realizat un interviu cu Dozois în care a vorbit despre toate operele de ficțiune publicate de el. Being Gardner Dozois: An Interview by Michael Swanwick a fost publicată de Old Earth Books în 2001. Cartea a câștigat premiul Locus la secțiunea non-ficțiune și a fost finalistă a premiilor Hugo.

## Activitatea de editorialist
Dozois este cunoscut în primul rând ca editor, câștigând premiul Hugo pentru cel mai bun editor profesionist de 15 ori în 17 ani, începând din 1988 și până în 2004, la retragerea sa de la Asimov's. În afara muncii depuse la Asimov's (revistă la fondarea căreia a contribuit și el în 1976), a colaborat în anii '70 cu reviste ca Galaxy Science Fiction, If, Worlds of Fantasy și Worlds of Tomorrow.
Dozois este cunoscut și pentru munca sa de antologator. După ce a demisionat din poziția ocupată la Asimov's a rămas editor al seriei de antologii The Year's Best Science Fiction, publicată anual începând cu 1984. În trei decenii, cititorii de la Locus au votat-o de aproape 20 de ori cea mai bună antologie a anului. Împreună cu Jack Dann a editat o serie de antologii tematice, fiecare cu un titul sugestiv: Cats, Dinosaurs, Seaserpents sau Hackers.
Dozois și-a exprimat constant interesul pentru SF-ul de aventuri și space opera, pe care le denumește „inima SF-ului”.

### Scriitor
Romane
- Nightmare Blue (1977) - cu George Alec Effinger
- Strangers (1978)
- Hunter's Run (2008) - cu George R. R. Martin și Daniel Abraham

ro. Fuga vânătorului - editura Nemira, 2012
Culegeri de povestiri
- The Visible Man (1977)
- Slow Dancing Through Time (1990)
- Geodesic Dreams: The Best Short Fiction of Gardner Dozois (1992)
- Strange Days: Fabulous Journeys with Gardner Dozois (2001)
- Morning Child and Other Stories (2004)
- When the Great Days Come (2011)

### Editor
Antologii diverse
- Future Power (1976) - editată împreună cu Jack Dann
- Another World: Adventures in Otherness (1977)
- Ripper (1988) - editată împreună cu Susan Casper
- Modern Classics of Science Fiction (1992)
- Future Earths: Under African Skies (1993) - editată împreună cu Mike Resnick
- Future Earths: Under South American Skies (1993) - editată împreună cu Mike Resnick
- Modern Classics: Short Novels of Science Fiction (1994)
- Mammoth Book of Contemporary SF Masters (1994)
- Killing Me Softly (1995)
- Dying for It (1997)
- Modern Classics of Fantasy (1997)
- Roads Not Taken: Tales of Alternate History (1998) - editată împreună cu Stanley Schmidt
- The Good Old Stuff: Adventure SF in the Grand Tradition (1998)
- The Good New Stuff: Adventure SF in the Grand Tradition (1999)
- Explorers: SF Adventures to Far Horizons (2000)
- The Furthest Horizon: SF Adventures to the Far Future (2000)
- Worldmakers: SF Adventures in Terraforming (2001)
- Supermen: Tales of the Posthuman Future (2002)
- Galileo's Children: Tales of Science vs. Superstition (2005)
- One Million A.D. (2005)
- Nebula Awards Showcase 2006 (2006)
- Escape From Earth: New Adventures in Space (2006) - editată împreună cu Jack Dann
- Wizards: Magical Tales from the Masters of Modern Fantasy (2007) - editată împreună cu Jack Dann
- The New Space Opera (2007) - editată împreună cu Jonathan Strahan
- Galactic Empires (2007)
- The New Space Opera 2 (2009) - editată împreună cu Jonathan Strahan

Antologii editate împreună cu George R. R. Martin
- Songs of the Dying Earth (2009) - antologie omagială în memoria seriei Dying Earth a lui Jack Vance
- Warriors (2010) - antologie care cuprinde povestiri despre război și războinici

ro. Războinicii - editura Nemira, 2012
- Songs of Love and Death (2010) - antologie care cuprinde povești de dragoste petrecute într-un cadru fantasy sau SF
- Down these Strange Streets (2011) - antologie care cuprinde povestiri cu detectivi petrecute într-un cadru fantasy sau SF[17]
- Dangerous Women (în pregătire) - antologie care cuprinde povestiri despre femei războinice
- Rogues (în pregătire) - antologie care cuprinde povestiri despre hoți
- Old Mars (în pregătire) - antologie care cuprinde noi povestiri despre Marte scrise în stilul vechilor opere de gen
- Old Venus (în pregătire) - antologie care cuprinde noi povestiri despre Venus scrise în stilul vechilor opere de gen

Antologii tematice editate împreună cu Jack Dann
Până în 1995 ele au făcut parte din seria de antologii "Magic Tales" și, până în 2007 (Wizards) au fost publicate de editura Ace.
| - Unicorns! (1982) - Bestiary! (1986) - Mermaids! (1986) - Sorcerers! (1986) - Demons! (1987) - Magicats! (1987) - Dogtales! (1988) - Seaserpents! (1989) - Dinosaurs! (1990) - Little People! (1990) - Magicats II (1991) - Unicorns II (1992) - Dragons! (1993) - Invaders! (1993) - Horses! (1994) - Angels! (1995) - Dinosaurs II (1995) - Hackers (1996) - Timegates (1997) | - Clones (1998) - Immortals (1998) - Nanotech (1998) - Armageddons (1999) - Future War (1999) - Aliens Among Us (2000) - Genometry (2001) - Space Soldiers (2001) - Future Sports (2002) - Beyond Flesh (2002) - Future Crimes (2003) - A.I.s (2004) - Robots (2005) - Beyond Singularity (2005) - Futures Past (2006) - Dangerous Games (2007) - Wizards (2007) - The Dragon Book (2009) |

Seria "Isaac Asimov"
- Transcendental Tales from Isaac Asimov's Science Fiction Magazine (1989)
- Time Travelers from Isaac Asimov's Science Fiction Magazine (1989)
- Isaac Asimov's Robots (1991) - împreună cu Sheila Williams
- Isaac Asimov's Aliens (1991)
- Isaac Asimov's Mars (1991)
- Isaac Asimov's Earth (1992) - împreună cu Sheila Williams
- Isaac Asimov's War (1993)
- Isaac Asimov's SF Lite (1993)
- Isaac Asimov's Cyberdreams (1994)
- Isaac Asimov's Skin Deep (1995) - împreună cu Sheila Williams
- Isaac Asimov's Ghosts (1995) - împreună cu Sheila Williams
- Isaac Asimov's Vampires (1996) - împreună cu Sheila Williams
- Isaac Asimov's Moons (1997) - împreună cu Sheila Williams
- Isaac Asimov's Christmas (1997) - împreună cu Sheila Williams
- Isaac Asimov's Detectives (1998) - împreună cu Sheila Williams
- Isaac Asimov's Camelot (1998) - împreună cu Sheila Williams
- Isaac Asimov's Solar System (1999) - împreună cu Sheila Williams
- Isaac Asimov's Werewolves (1999) - împreună cu Sheila Williams
- Isaac Asimov's Valentines (1999) - împreună cu Sheila Williams
- Isaac Asimov's Halloween (1999) - împreună cu Sheila Williams
- Isaac Asimov's Utopias (2000) - împreună cu Sheila Williams
- Isaac Asimov's Mother's Day (2000) - împreună cu Sheila Williams
- Isaac Asimov's Father's Day (2001) - împreună cu Sheila Williams

Seria Year's Best Science Fiction
- The Year's Best Science Fiction: First Annual Collection (1984)
- The Year's Best Science Fiction: Second Annual Collection (1985)
- The Year's Best Science Fiction: Third Annual Collection (1986)
- The Year's Best Science Fiction: Fourth Annual Collection (1987)
- The Year's Best Science Fiction: Fifth Annual Collection (1988)
- The Year's Best Science Fiction: Sixth Annual Collection (1989)
- The Year's Best Science Fiction: Seventh Annual Collection (1990)
- The Year's Best Science Fiction: Eighth Annual Collection (1991)
- The Year's Best Science Fiction: Ninth Annual Collection (1992)
- The Year's Best Science Fiction: Tenth Annual Collection (1993)
- The Year's Best Science Fiction: Eleventh Annual Collection (1994)
- The Year's Best Science Fiction: Twelfth Annual Collection (1995)
- The Year's Best Science Fiction: Thirteenth Annual Collection (1996)
- The Year's Best Science Fiction: Fourteenth Annual Collection (1997)
- The Year's Best Science Fiction: Fifteenth Annual Collection (1998)
- The Year's Best Science Fiction: Sixteenth Annual Collection (1999)
- The Year's Best Science Fiction: Seventeenth Annual Collection (2000)
- The Year's Best Science Fiction: Eighteenth Annual Collection (2001)
- The Year's Best Science Fiction: Nineteenth Annual Collection (2002)
- The Year's Best Science Fiction: Twentieth Annual Collection (2003)
- The Year's Best Science Fiction: Twenty-First Annual Collection (2004)
- Best of the Best: 20 Years of the Year's Best Science Fiction (2005) - antologie din edițiile anterioare ale seriei
- The Year's Best Science Fiction: Twenty-Second Annual Collection (2005)
- The Year's Best Science Fiction: Twenty-Third Annual Collection (2006)
- Best of the Best Volume 2: 20 Years of the Year's Best Short Science Fiction Novels (2007) - antologie din edițiile anterioare ale seriei
- The Year's Best Science Fiction: Twenty-Fourth Annual Collection (2007)
- The Year's Best Science Fiction: Twenty-Fifth Annual Collection (2008)
- The Year's Best Science Fiction: Twenty-Sixth Annual Collection (2009)
- The Year's Best Science Fiction: Twenty-Seventh Annual Collection (2010)
- The Year's Best Science Fiction: Twenty-Eighth Annual Collection (2011)
- The Year's Best Science Fiction: Twenty-Ninth Annual Collection (2012)
- The Year's Best Science Fiction: Thirtieth Annual Collection (2013)

Dozois a mai editat volumele 6-10 ale seriei Best Science Fiction Stories of the Year, ale cărei prime cinci volume fuseseră editate de Lester del Rey. Seria respectivă a luat sfârșit în 1981.

## Premii SF
- Hugo 1988-1995, pentru cel mai bun redactor-șef (al revistei  Asimov's Science Fiction)
- Nebula 1983, pentru povestirea Aducător de pace (Peacemaker)
- Nebula 1984, pentru povestirea Copilul dimineții (Morning Child).